# MTVX
MTVX foi um canal de televisão norte-americano que exibia videoclipes hard rock pertencente à Viacom. O MTVX estava disponível exclusivamente em provedores de cabo digital, sendo parte da "MTV Networks Digital Suite" junto a outros seis canais. Foi lançado em 1998 e substituído em 2002 pelo MTV Jams.

## Formato
O canal exibia vídeos contemporâneos e vídeos mais antigos que não eram mais exibidos na MTV. Da mesma forma, o MTVX não se limitava a apenas um gênero de videoclipes de rock. O canal exibiu uma variedade de gêneros, incluindo punk, metal e grunge.
Além disso, o MTVX apresentou músicas desconhecidas ou inéditas para as massas, como Static-X, Disturbed, Finger Eleven.
O MTVX não exibiu nenhum anúncio além de vídeos promocionais do MTV2, exibindo vídeos em um loop diário programado para ir ao ar em três blocos de oito horas por dia.
A identidade visual do canal foi criada pela agência The Attik em Nova Iorque.

## Encerramento
O MTVX finalizou suas transmissões em 1º de maio de 2002, e foi substituído pelo MTV Jams, um canal de videoclipes de hip hop. O último vídeo exibido no MTVX foi "See You on The Other Side", de Ozzy Osbourne. A substituição do MTVX foi criticada pelos fãs de rock. A explicação da MTV, com base nas classificações e nas informações das paradas da Billboard, era que os telespectadores queriam uma rede dedicada a vídeos de hip hop e R&B.
O então vice-presidente da MTV, Tom Calderone, declarou em entrevista a revista CMJ que o canal foi desativado após uma análise de que a maioria de seu conteúdo era exibido no VH1 Classic ou no MTV2.